# Rheinhessen (Provinz)

Hessen, 1900, Rheinhessen auf dem linken Rheinufer im Südwesten

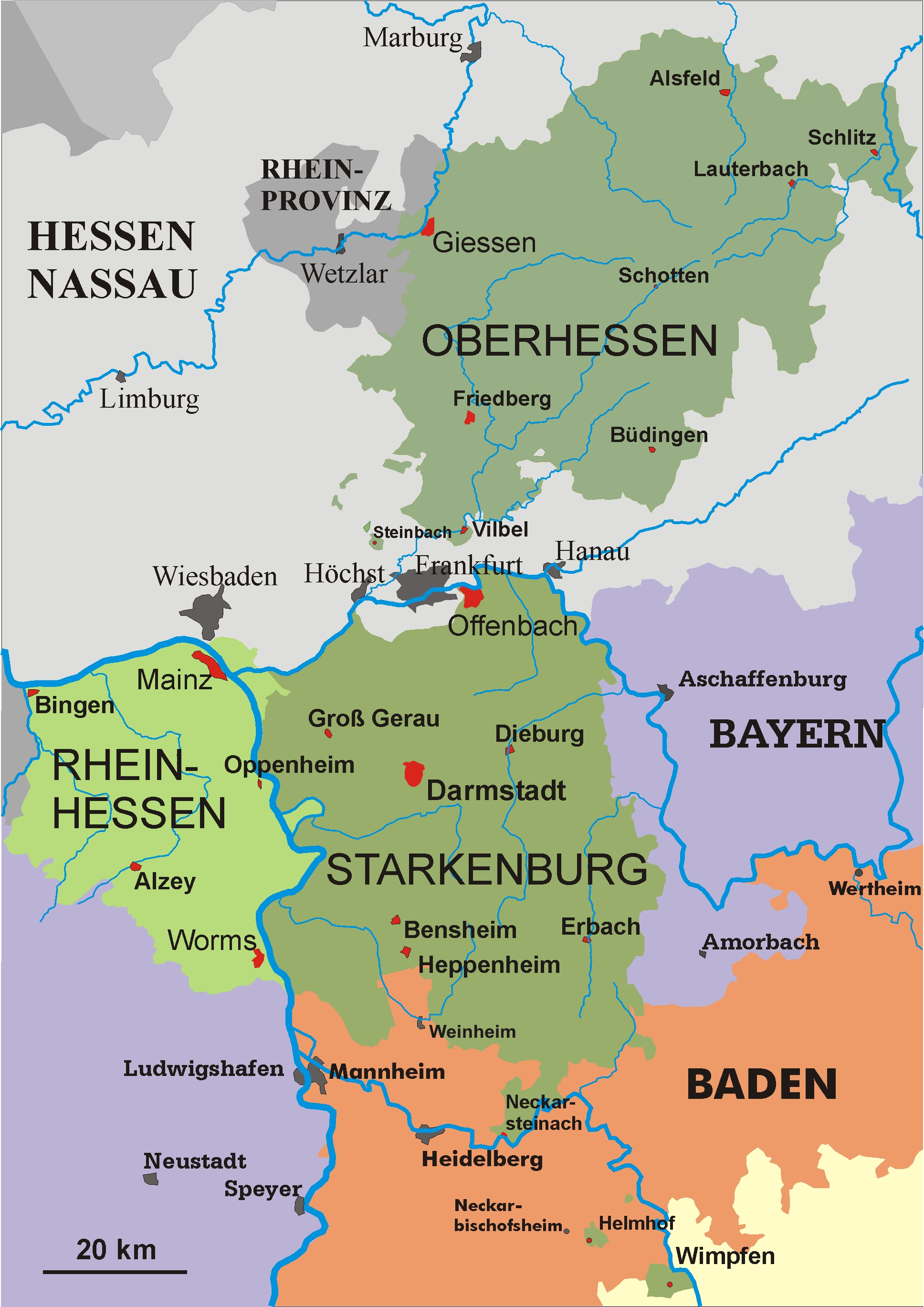
Die drei Provinzen des Volksstaats Hessen, 1930

Rheinhessen war die kleinste von drei Provinzen des Großherzogtums und späteren Volksstaats Hessen. Die Provinz bestand von 1816 bis 1937. Provinzhauptstadt war Mainz, zugleich die größte Stadt des gesamten Großherzogtums. Der Name der Provinz hat sich bis heute für die Region erhalten.

## Geografie
Alle linksrheinischen (also westlich des Rheins gelegenen) Gebiete Hessen‑Darmstadts gehörten zur Provinz, sowie die rechtsrheinischen Stadtteile von Mainz (Amöneburg, Kastel und Kostheim, ab 1930 auch Bischofsheim, Ginsheim und Gustavsburg). Nach der Rheinbegradigung wurde die Grenze der Provinz nicht verändert, so dass der durch die Neutrassierung nun rechts der Schifffahrtsrinne liegende Kühkopf weiterhin ein Teil der Provinz Rheinhessen blieb.
Rheinhessen war die flächenmäßig kleinste Provinz von Hessen. Sie grenzte im Osten an die hessen‑darmstädtische Provinz Starkenburg, im Süden an die Bayerische Pfalz, im Westen an die preußische Rheinprovinz und im Norden bis 1866 an das Herzogtum Nassau und anschließend an die nun preußische Provinz Hessen-Nassau. Die Grenzen zu Hessen‑Nassau und Starkenburg bildete, mit den erwähnten Ausnahmen, der Rhein, die Grenze zur Rheinprovinz folgte größtenteils dem Fluss Nahe.

## Geschichte

### Vorgeschichte
Das Gebiet der späteren Provinz Rheinhessen gehörte von 1798 bis Anfang 1814 zu Frankreich. Hier wurde französisch verwaltet und es galt französisches Recht. Mit ihrer Einführung in Frankreich galten im Gebiet der späteren Provinz Rheinhessen auch die Cinq codes, der Code civil seit 1804. Das Gemeine Recht und die Partikularrechte waren damit abgeschafft.
Das Gebiet war Teil des Département Donnersberg mit der standardmäßigen Untergliederung eines französischen Départements. Aufgrund des Gesetzes vom 28. Pluviôse des Jahres VIII (17. Februar 1800) wurde die innere Struktur der Départements in Arrondissements und Kantone aufgeteilt, Präfekturen, Unterpräfekturen und Generalräte geschaffen. Standesherrliche Hoheitsrechte, die neben denen des Staates bestanden, existierten hier nicht mehr, die Größe der Verwaltungseinheiten war relativ einheitlich, Rechtsprechung und Verwaltung auf allen Ebenen getrennt – was im übrigen Großherzogtum Hessen erst 1821 geschah.
Rheinhessen hatte so beim Übergang an das Großherzogtum Hessen – und im Gegensatz zu dessen anderen beiden Provinzen – eine hochmoderne Verwaltung und ein ebenso modernes Rechtssystem.

### Übergang an Hessen
Nach der Einnahme des Linken Rheinufers durch die Alliierten wurde die Region von 1814 bis 1816 von der Österreichisch-baierischen Gemeinschaftlichen Landes-Administrations-Commission verwaltet. Auf dem Wiener Kongress (1815) wurde – nach einigem Hin und Her, sowie mehrfacher Änderung der anvisierten Grenzen – dem Großherzog von Hessen als Entschädigung für das an Preußen abgetretene Herzogtum Westfalen ein Teil des ehemaligen Departements Donnersberg mit „140.000 Seelen“ zugesprochen. Durch die Turbulenzen, die die Herrschaft der Hundert Tage, die Rückkehr Napoleons aus dem Exil, auslöste, schlossen Österreich, Preußen und das Großherzogtum Hessen erst am 8. Juli 1816 den Staatsvertrag, der das Nähere regelte. Der Großherzog veröffentlichte noch am gleichen Tag eine Proklamation darüber, dass er nun den Besitz von Rheinhessen ergriffen habe. Die Beamten wurden in feierlichen Zeremonien von ihrem alten Amtseid entbunden und leisteten einen neuen auf den Großherzog, am 12. Juli 1816 in Mainz im Erthaler Hof, wo die Zeremonie vom neuen Chef der nun großherzoglich-hessischen Verwaltung, Franz Sebastian Dominicus von Leykam, geleitet wurde, am 15. Juli 1816 in Worms, dem bisherigen Sitz der Gemeinschaftliche Landes-Administrations-Kommission, und am 18. Juli 1816 in Alzey. Die Proklamation zur Besitzergreifung durch den Großherzog enthielt die wichtige Aussage:

„Nur besondere Rücksichten des allgemeinen Besten werden uns zu Änderungen bestehender und durch Erfahrung erprobter Einrichtungen bewegen […] Das wahrhaft Gute, was Aufklärung und Zeitverhältnisse herbeigeführt, wird ferner bestehen.“

Damit war der dauerhafte Bestand des französischen Rechts- und Verwaltungssystems durch den Großherzog garantiert.
Beim Übergang an Hessen hatte die neue Provinz 158.000 Einwohner.

### Rheinhessen als Provinz

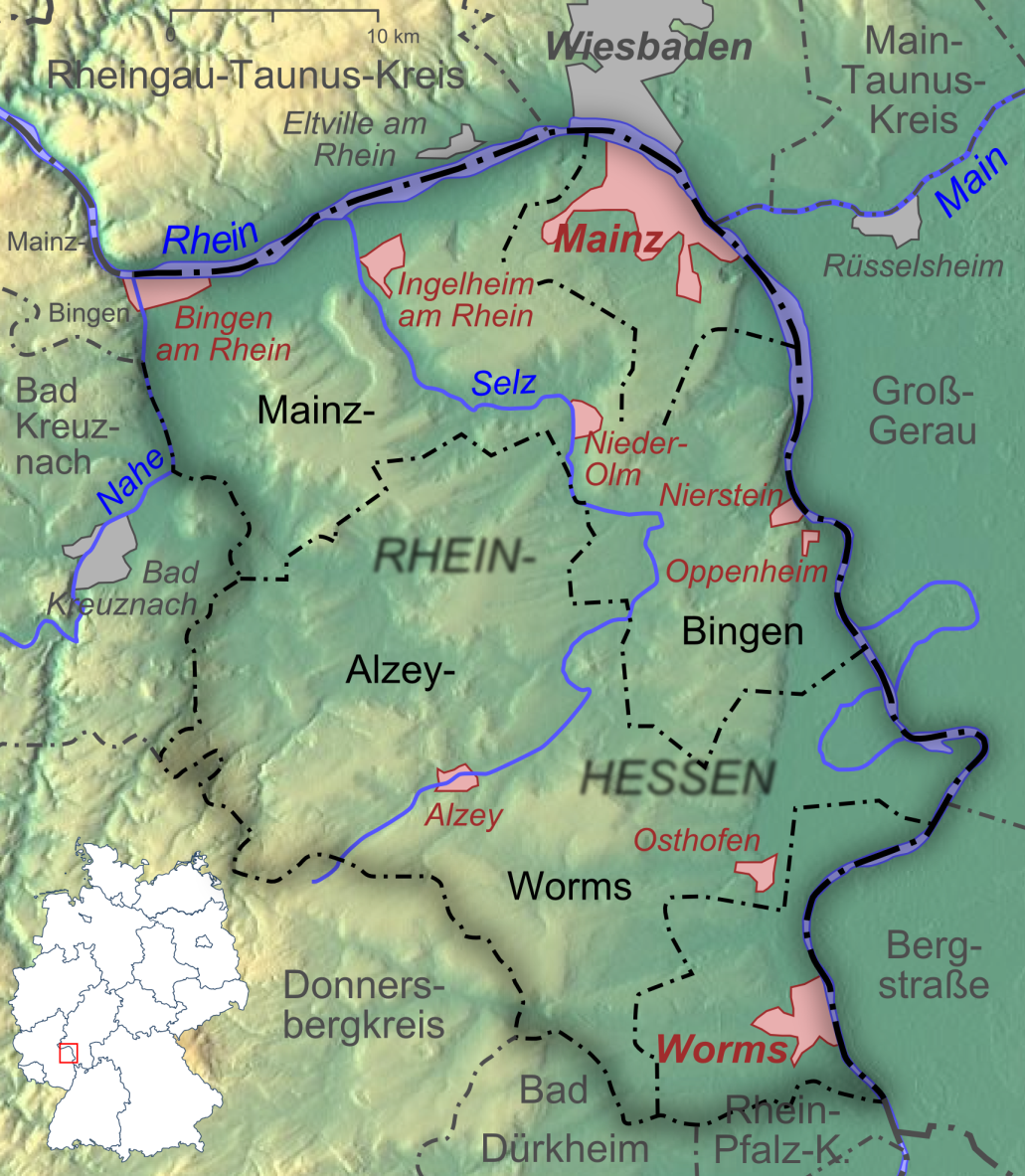
Rheinhessen

#### Verhältnisse bei Gründung
Die neue Staatsmacht hatte auch ein eigenes Interesse daran, die vorrevolutionären Verhältnisse nicht wieder herzustellen, war doch Rheinhessen die einzige Provinz des Großherzogtums, in der der Staat ungeteilt alle Hoheitsrechte besaß – während er sich in den beiden anderen Provinzen, Oberhessen und Starkenburg, die Hoheitsrechte gebietsweise mit Patrimonialgerichtsherren und Standesherren teilen musste. In Rheinhessen hatten Bewohner und Regierung so gemeinsam das Interesse, die alten Zustände nicht wieder aufleben zu lassen.
Franz Sebastian Dominicus von Leykam wurde ebenfalls am 12. Juli 1816 als Präsident einer „Generaldirektion auf der linken Rheinseite“ eingesetzt, die die künftige Organisation und Verwaltung des Gebietes einrichten sollte. Sie beendete ihre Arbeit zum 31. Dezember 1816. Abgelöst wurde sie am 1. Januar 1817 von einer provisorischen Regierungskommission, an deren Spitze Ludwig Christian Christoph Freiherr von Lichtenberg eingesetzt wurde, wo er auch bis zu seinem Tod, fast 30 Jahre später verblieb. Endgültig installiert wurde die Regierung für die Provinz Rheinhessen durch eine Verordnung vom 25. März 1818. Gleichzeitig wurde auch die Benennung als „Provinz Rheinhessen“ (nach damaliger Schreibweise: Rhein-Hessen) festgelegt. Der Provinzregierung direkt nachgeordnet waren die Bürgermeistereien.
Auch die Kantone der französischen Verwaltungsstruktur wurden beibehalten. Es waren die Kantone des ehemaligen Arrondissements Mainz, mit der Ausnahme des Kantons Kirchheim, der an die Bayerische Pfalz fiel. Die Friedensrichter waren für bestimmte Bereiche der streitigen Zivilgerichtsbarkeit und der Strafgerichtsbarkeit zuständig. Andere derartige Angelegenheiten verhandelte das Kreisgericht, das teils auch als zweite Instanz Recht sprach. Die Freiwillige Gerichtsbarkeit übten Notare aus. Als eine die gesamte Provinz übergreifende Berufungsinstanz wurde am 10. Januar 1817 das Obergericht Mainz eingerichtet.
Durch großherzogliche Verordnung vom 7. August 1818 wurde auf Drängen der Rheinhessen erneut der Départementalrat, nun unter dem Titel „Provinzialrat“, eingerichtet. Gewählt wurden dessen 16 Mitglieder in einer dreistufig-indirekten Wahl – wählbar waren nur die 300 höchstbesteuerten Einwohner der Provinz – und die Regierung suchte anschließend aus den 32 Gewählten 16 Männer aus, die zu Mitgliedern des Provinzialrates ernannt wurden. Der Provinzialrat hatte ein – wenn auch begrenztes – Mitspracherecht in finanziellen Fragen. Er trat drei Mal zusammen, zuletzt Anfang 1820, das Jahr, das dem Großherzogtum eine Verfassung brachte. Die Mitspracherechte der dort verankerten Landstände des Großherzogtums Hessen waren weitergehend, so dass die Provinzialversammlung nicht mehr einberufen wurde; abgeschafft wurde sie aber auch nie.

#### Veränderungen

##### Übersicht
| Kanton                           | Herkunft                  | Kreis 1835                   | Regierungsbezirk 1850  | Kreis 1852      | Anmerkung                                                           |
| -------------------------------- | ------------------------- | ---------------------------- | ---------------------- | --------------- | ------------------------------------------------------------------- |
| Kanton Alzey                     | Arrondissement de Mayence | Kreis Alzey                  | Regierungsbezirk Worms | Kreis Alzey     |                                                                     |
| Kanton Bechtheim Kanton Osthofen | Arrondissement de Mayence | Kreis Worms                  | Regierungsbezirk Worms | Kreis Worms     | 1822 umbenannt in „Kanton Osthofen“                                 |
| Kanton Bingen                    | Arrondissement de Mayence | Kreis Bingen                 | Regierungsbezirk Mainz | Kreis Bingen    |                                                                     |
| Kanton Mainz                     | Arrondissement de Mayence | Kreis Mainz Stadtkreis Mainz | Regierungsbezirk Mainz | Kreis Mainz     |                                                                     |
| Kanton Niederolm                 | Arrondissement de Mayence | Kreis Mainz                  | Regierungsbezirk Mainz | Kreis Mainz     | 1852: zusätzlich Budenheim und Mombach aus dem Kanton Oberingelheim |
| Kanton Oberingelheim             | Arrondissement de Mayence | Kreis Bingen                 | Regierungsbezirk Mainz | Kreis Bingen    | 1852: Budenheim und Mombach an den Kreis Mainz                      |
| Kanton Oppenheim                 | Arrondissement de Mayence | Kreis Mainz                  | Regierungsbezirk Mainz | Kreis Oppenheim |                                                                     |
| Kanton Pfeddersheim              | Arrondissement Speyer     | Kreis Worms                  | Regierungsbezirk Worms | Kreis Worms     |                                                                     |
| Kanton Wöllstein                 | Arrondissement de Mayence | Kreis Bingen                 | Regierungsbezirk Mainz | Kreis Alzey     |                                                                     |
| Kanton Wörrstadt                 | Arrondissement de Mayence | Kreis Alzey                  | Regierungsbezirk Worms | Kreis Oppenheim |                                                                     |
| Kanton Worms                     | Arrondissement Speyer     | Kreis Worms                  | Regierungsbezirk Worms | Kreis Worms     |                                                                     |

##### 1835
Mit dem Edikt vom 4. Februar 1835 wurde die interne Struktur der Provinz Rheinhessen der 1832 für die Provinzen Starkenburg und Oberhessen eingeführten angepasst. Die untere Ebene der staatlichen Verwaltung, die elf Kantone, wurde zunächst durch vier Kreise ersetzt, dann aber wenige Tage später die Stadt Mainz am 16. Februar 1835 in einen eigenen Stadtkreis ausgegliedert. Mit dem Edikt vom 4. Februar 1835 wurde auch die Provinzialregierung abgeschafft. Ihre Kompetenzen fielen an die Regierung des Großherzogtums Hessen und die neu gebildeten Kreise. Der Kreisrat in Mainz erhielt ebenfalls einige Kompetenzen auf Provinzebene in Polizei- und Militärangelegenheiten und führte den Titel „Provinzkommissär“. Grund für die neue Struktur war, dass die Provinzregierung angesichts der Größe der Provinz zu weit von den Gemeinden entfernt war, um sie effektiv zu kontrollieren, was die neue Struktur ändern sollte.

##### 1848–1861
Kreise und Landratsbezirke des Großherzogtums wurden im Zuge der Märzrevolution am 31. Juli 1848 abgeschafft und durch Regierungsbezirke ersetzt, wobei der Regierungsbezirk Mainz zunächst die ganze ehemalige Provinz Rheinhessen umfasste. 1850 wurde er geteilt und der Regierungsbezirk Worms geschaffen, der aus den ehemaligen Kreisen Worms und Alzey bestand.
In der anschließenden Reaktionsära wurde das in zwei Schritten wieder rückgängig gemacht. 1852 wurde prinzipiell die Kreiseinteilung aus der Zeit vor der Revolution wiederhergestellt, dabei allerdings der neue Kreis Oppenheim gebildet und der Stadtkreis Mainz wurde wieder in den Kreis Mainz eingegliedert. Der zweite Schritt folgte zum 1. Januar 1861, als auch die Provinz Rheinhessen wiederhergestellt wurde.

##### Reform von 1874
1871 wurde das Großherzogtum Hessen Teil des Deutschen Kaiserreiches. Es nahm 1874 nach preußischem Vorbild eine Reform der Kreisverfassung vor. In Rheinhessen blieb es dabei unverändert bei den fünf Kreisen Alzey, Bingen, Mainz, Oppenheim und Worms. Diese Struktur hatte mehr als sechs Jahrzehnte Bestand. Neu eingeführt wurde eine Vertretung der Wähler auf der Ebene der Provinz, der Provinzialtag. Der Provinzialtag hatte zunächst 35 Mitglieder, ab 1920 erhöhte sich die Zahl auf 40. Aufgrund des indirekten Wahlrechts handelte es sich bis 1918 um ein „Honoratiorenparlament“. Unter anderem gehörten ihm Otto Gastell und Franz Bamberger an.

#### Im Volksstaat Hessen
Der Übergang von der Monarchie zur Republik 1918 mit der Novemberrevolution berührte die Verwaltungsstruktur nicht und die Provinz Rheinhessen bestand – einschließlich des Personalbestandes – unverändert fort. Einen massiven Einschnitt bildete dagegen die französische Rheinlandbesetzung, die sich auf die gesamte Provinz erstreckte. Gleiches galt für große Teile des rechtsrheinisch angrenzenden Kreis Groß-Gerau, die im französisch besetzten Brückenkopf Mainz lagen. Da die Kommunikation mit der Regierung in Darmstadt durch die Besetzung weitgehend unterbrochen war, übernahm die Provinzialregierung in dieser Zeit einen Teil der Aufgaben, die sonst bei der Regierung in Darmstadt lagen, ebenso wie die übergeordnete Zuständigkeit für den Kreis Groß-Gerau. Ab 1920 geschah das institutionalisiert als „Landeskommissar für die besetzten hessischen Gebiete“. 1919 und 1923 kam es mit wohlwollender Unterstützung der französischen Besatzungsmacht zu Putschversuchen von Separatisten, die in enger Anlehnung an Frankreich eine „Rheinische Republik“ anstrebten. Das Dienstgebäude der Provinzialverwaltung war vom 23. Oktober 1923 bis zum 8. Februar 1924 von den Separatisten besetzt. Die französische Besetzung dauerte bis zum 30. Juni 1930.
Zum 1. Januar 1930 wurden die bis dahin zum Kreis Groß-Gerau gehörenden Gemeinden Bischofsheim, Ginsheim und Gustavsburg nach Mainz eingemeindet und wechselten damit von Starkenburg (Provinz) in die Provinz Rheinhessen. Dies ist der einzige Fall einer Gebietserweiterung der Provinz in der gesamten Zeit ihres Bestehens.

#### Ende
1936 wurden die Provinzial- und Kreistage aufgelöst, die nach dem nationalsozialistischen Führerprinzip überflüssig waren. Am 1. April 1937 wurden dann auch die hessischen Provinzen abgeschafft.

#### Nachspiel
Unter der französischen Besatzungsmacht wurde der Begriff genutzt, um den aus dem ganz überwiegenden Teil der ehemaligen Provinz Rheinhessen geschaffenen Regierungsbezirk „Rheinhessen“ zu benennen, der Teil des neuen Landes Rheinland-Pfalz war.

## Leitende Beamte

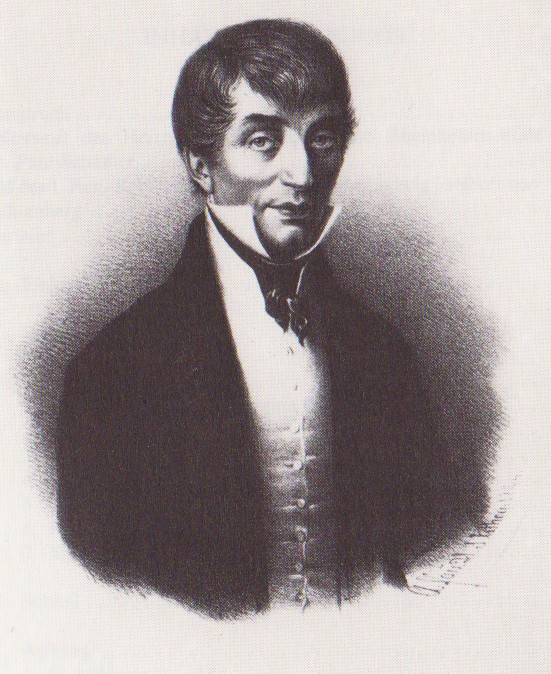
Langjähriger Verwaltungschef: Ludwig Christian Christoph Freiherr von Lichtenberg

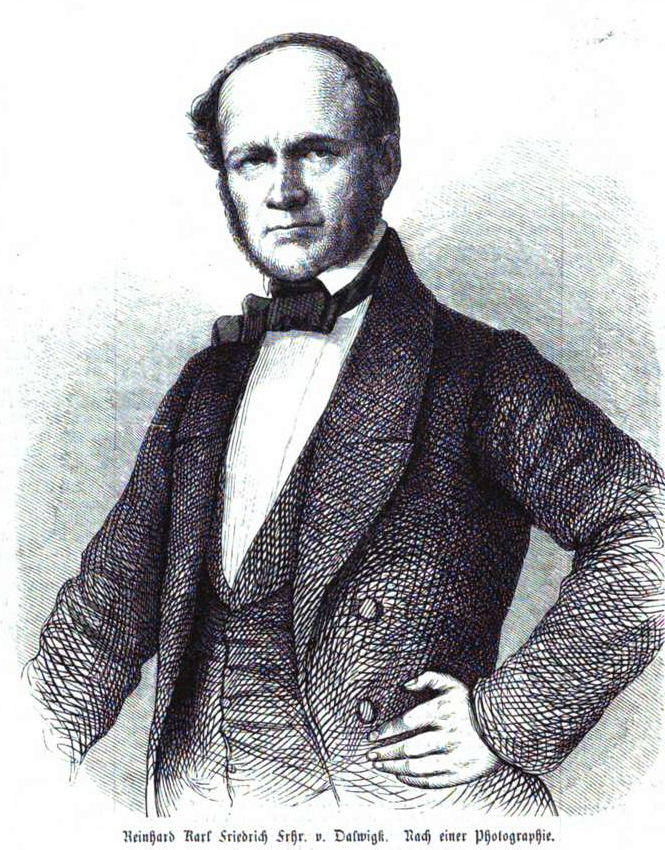
Reinhard von Dalwigk, wurde Ministerpräsident

Aufgrund der Verwaltungsreformen hatten die Spitzenbeamten der Provinz unterschiedliche Titel und unterschiedliche Zuständigkeiten. Nach 1835 wurde die Aufgabe in der Regel in Personalunion vom Chef der Verwaltung des Kreises Mainz ausgeübt.
| Amtsbezeichnung                              | Inhaber                                             | Amtszeit  | Anmerkung |
| -------------------------------------------- | --------------------------------------------------- | --------- | --- |
| Präsident der Generalkommission              | Franz Sebastian Dominicus von Leykam                | 1816      | |
| Präsident der Regierungskommission           | Freiherr Ludwig Christian Christoph von Lichtenberg | 1817–1818 | |
| Präsident der Provinzialregierung            | Ludwig Christian Christoph Freiherr von Lichtenberg | 1818–1832 | |
| Präsident der Provinzialdirektion            | Ludwig Christian Christoph Freiherr von Lichtenberg | 1832–1835 | |
| Generalkommissar des Provinzialkommissariats | Ludwig Christian Christoph Freiherr von Lichtenberg | 1835–1845 | Lichtenberg verstarb am 29. Juli 1845 im Amt. |
| Provinzialkommissar                          | Reinhard Carl Friedrich von Dalwigk                 | 1845–1848 | 1848–1850 Dirigent der Regierungskommission des Regierungsbezirks Mainz. Wechselte anschließend als Leitender Minister an die Spitze der Regierung des Großherzogtums Hessen |
|                                              |                                                     | 1848–1860 | Provinzen bestanden in dieser Zeit im Großherzogtum Hessen nicht. |
| Provinzialdirektor                           | Karl Schmitt                                        | 1861–1874 | |
| Provinzialdirektor                           | Theodor Goldmann                                    | 1874–1877 | |
| Provinzialdirektor                           | Ludwig Röder von Diersburg                          | 1877–1881 | Röder von Diersburg verstarb am 19. August 1881 im Amt. |
| Provinzialdirektor                           | Friedrich Küchler                                   | 1881–1891 | |
| Provinzialdirektor                           | Karl Rothe                                          | 1891–1898 | Wechselte anschließend als Leitender Minister an die Spitze der Regierung des Großherzogtums.                                                                                |
| Provinzialdirektor                           | Maximilian von Gagern                               | 1898–1908 | |
| Provinzialdirektor                           | Friedrich von Hombergk zu Vach                      | 1908–1910 | |
| Provinzialdirektor                           | Andreas Breidert                                    | 1910–1913 | |
| Provinzialdirektor                           | Wilhelm Best                                        | 1913–1922 | Ab 1920 zugleich „Landeskommissar für die besetzten hessischen Gebiete“ |
| Provinzialdirektor                           | Karl Usinger                                        | 1922–1929 | Zugleich „Landeskommissar für die besetzten hessischen Gebiete“ (bis 1930)                                                                                                   |
| Provinzialdirektor                           | Wilhelm Wehner                                      | 1929–1937 | Zum 1. April 1937 wurde die Provinz Rheinhessen aufgelöst |

## Trivia
Das Kraftfahrzeugkennzeichen für die Provinz Rheinhessen lautete „VR“ – dabei war „V“ (die römische Ziffer „5“) die Hessen zugeteilte Kennziffer. Das „R“ stand für die Provinz Rheinhessen. Die Schilder waren weiß, die Buchstaben schwarz. Diese Kennzeichnung galt über den Bestand der Provinz hinaus bis 1945.